# Bratenahl
Bratenahl é uma aldeia localizada no estado norte-americano do Ohio, no Condado de Cuyahoga.

## Demografia
Segundo o censo norte-americano de 2000, a sua população era de 1337 habitantes. 
Em 2006, foi estimada uma população de 1293, um decréscimo de 44 (-3.3%).

## Geografia
De acordo com o United States Census Bureau tem uma área de 4,3 km², dos quais 2,7 km² cobertos por terra e 1,6 km² cobertos por água.

## Localidades na vizinhança
O diagrama seguinte representa as localidades num raio de 12 km ao redor de Bratenahl. 